# Nitriliruptor
Nitriliruptor es un género de bacterias grampositivas de la familia Nitriliruptoraceae. Actualmente contiene una sola especie descrita: Nitriliruptor alkaliphilus. Fue descrito en el año 2009. Su etimología hace referencia a disrupción de nitrilo. El nombre de la especie hace referencia a amante del álcali. Es aerobia e inmóvil. Es alcalífila obligada, con un pH de crecimiento entre 8,2-10,6, óptimo de 9-9,5. Tiene un tamaño de 0,4 μm de ancho por 1,5-3 μm de largo. Catalasa y oxidasa positivas. Forma colonias incoloras y planas. Temperatura de crecimiento óptima de 32 °C. Tiene un contenido de G+C de 70,8%. Se ha aislado de sedimentos de un lago alcalino en la estepa Kulunda, Rusia. 

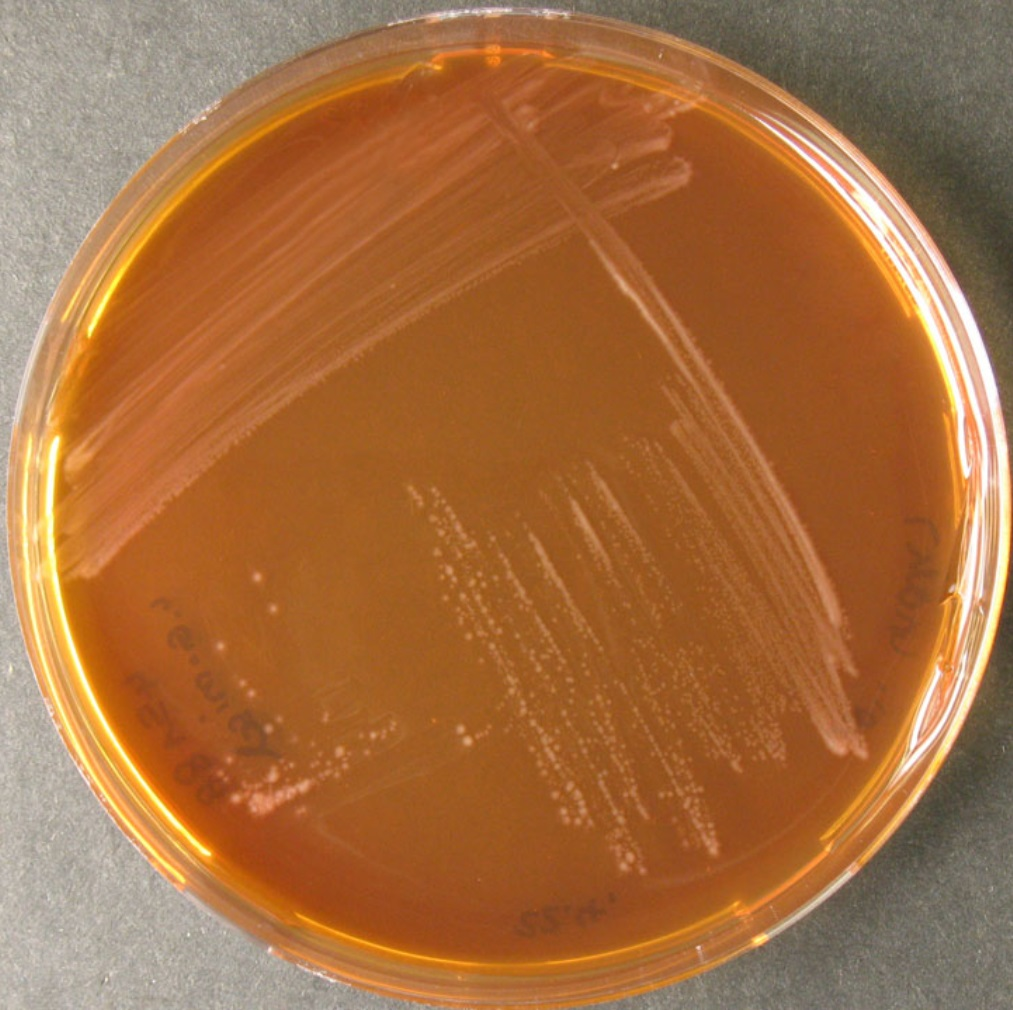
Cultivo de Nitriliruptor alkaliphilus